# Folk och rackare
Folk och Rackare var en svensk musikgrupp som var aktiv mellan 1976 och 1986. Det är en av de mest inflytelserika grupperna inom svensk folkmusik under 1970-talet [källa behövs]. 1970-talets folkmusikvåg koncentrerade sig på spelmansmusik, men Folk och Rackare framförde folkliga visor och medeltidsballader, med musikalisk inramning främst från den brittiska folkrockscenen och den svenska folkmusikscenen.

## Början
Carin Kjellman (född 1950) och Ulf Gruvberg (född 1946, folkbokförd som Ulf Grufberg) uppträdde tillsammans första gången på Visfestivalen i Västervik 1970, och bildade Folk och Rackare 1972. De gav ut sin första skiva Med rötter i medeltiden 1974. På Folk och Rackare från 1976 fanns spelmännen Kalle Almlöf och Jonny Soling samt den norske folkmusikern Jørn Jensen med som gästmusiker; Jensen blev efter detta en fast medlem i gruppen. När Trond Villa som tidigare spelat med Jensen i Folque, en välkänd norsk folkrockgrupp, kom med i bandet 1976 var den kvartett bildad som kom att bli det egentliga Folk och Rackare. Gruppen spelade mest i Sverige och framförde traditionellt material främst på svenska varför gruppen brukar betraktas som svensk, trots att besättningen var till hälften norsk.

## Musiken
Blandningen av musiker från olika länder sågs som något sensationellt i folkmusikkretsar på den tiden. Brittiska folkrockband som Fairport Convention och Pentangle blev en stor influens för bandets musikaliska inramning. När Carin Kjellman insett att den typ av sångmaterial dessa grupper framförde fanns även i Sverige, började hon gräva i arkiven efter gamla svenska nedteckningar. Hon möttes med en viss skepsis av dem som inte önskade se materialet förvanskat och kommersialiserat. Folk och Rackare spelade så gott som uteslutande traditionellt material, men de var inte främmande för att till exempel kombinera musik och texter som troligen inte alls hört ihop från början eller för att slå ihop olika versioner av samma sång från olika trakter, till en. Skivan Stjärnhästen från 1981 är en av gruppens mest kända, består av traditionellt jul- och staffansmaterial. I slutet på 1970-talet upplevde gruppen en viss internationell framgång och turnerade över hela Europa.

## Slutet
Skivan Rackbag från 1985 kom att bli gruppens sista. Tre nya medlemmar hade då tillkommit, Alf Byberg på trummor, Olle Westbergh på keyboards och Micke Jahn på elgitarr. Inte hela gruppen var nöjd med detta tillskott. Dessutom blev de kraftigt ökade kostnaderna som utökningen innebar i längden svåra att få täckning för av redan hårt prövade konsertarrangörer. Samma år som gruppen splittrades spelade Carin Kjellman in en soloskiva på skivbolaget Amalthea, ett album som var mindre folk och mera rock.

## Efter uppbrottet
Ulf Gruvberg kom att arbeta på radio bland annat med live-musiksändningar, och var även producent för Hedningarnas stora genombrott Kaksi!. 1996 återförenades gruppen för en serie konserter på festivaler i Danmark och Sverige. Gruppen återförenades tillfälligt för att spela på Norrbostämman 2017. En turné planerades till 2020, men fick ställas in på grund av coronapandemin. I april 2022 kunde en turné genomföras med framträdanden i bland annat Malmö, Halmstad och Göteborg. 
Bland de många musiker från 1990- och tidigt 2000-tal som inspirerats av gruppen finns gruppen Garmarna som spelat in flera av de låtar som lanserats av Folk och rackare, och gruppen Ranarim med bland andra Sofia Sandén och Ulrika Bodén. Även Lena Willemarks sätt att hantera ballader är påverkat av Folk och rackare.

## Diskografi
- Med rötter i medeltiden (1974), som Carin Kjellman & Ulf Gruvberg
- Folk och rackare (1976)
- Rackarspel (1978)
- Anno 1979 (1979)
- Stjärnhästen (1981)
- Rackbag (1985)
- 1976–1985 (1996), samlings-cd